# Aedes andersoni
Aedes andersoni är en tvåvingeart som beskrevs av Edwards 1926. Aedes andersoni ingår i släktet Aedes och familjen stickmyggor. Inga underarter finns listade i Catalogue of Life.